# Chainsaw (Scream Queens)
Chainsaw (en español: Motosierra) es el tercer episodio de la primera temporada de la serie Scream Queens y el tercero en general. Fue dirigido y escrito por Ian Brennan. Se emitió el día martes, 29 de septiembre de 2015 en Fox.
En este episodio, el Diablo Rojo continúa el terror en el campus utilizando una sierra de cadena. Chanel (Emma Robert) descubre un nuevo proyecto en Hester (Lea Michele), y Dean Munsch (Jamie Lee Curtis) designa una nueva mascota de la Universidad de Wallace al tratar de separar a Gigi (Nasim Pedrad) y Wes (Oliver Hudson) ya que su relscion relación crece y Chad (Glen Powell) y Earl Grey (Lucien Laviscount) llevan a su fraternidad en una caza de brujas para el Diablo Rojo.
El episodio fue visto por 3.46 millones de espectadores y recibió de mixtas a positivos comentarios de los críticos, la mayoría de ellos ante lo que consideró una mejora a partir de los dos episodios anteriores.

## Trama
Grace y Zayday están en el supermercado para comprar comida para Kappa. Grace ve el Diablo Rojo corriendo hacia ella y Zayday golpea los estantes para detenerlo. Se revela que él es alguien de la clase de Zayday que sólo quería de intentar asustarlas. Debido a la misteriosa "ausencia" de Chanel #2, Zayday y Grace entran en su habitación y encontraron una mancha de sangre, mientras que Denise entra y lo confirma. Que les lleva a pensar que fue asesinada, pero Chanel #2 todavía publica fotografías en su Instagram desde un lugar desconocido. Ellos deciden a visitar a sus padres en Bel Air, California para averiguar lo que pasó. Le dicen a sus padres, el Sr. Herfmann y la Sra. Herfmann que se está pérdida, pero aún publica imágenes. Se revela que su verdadero nombre es Sonya. Sus padres revelaron que tenía un problema con la bebida y era utilizada hasta la fecha por Chad Radwell (más tarde se reveló que cada Chanel había salido arriba con él sin que Chanel Oberlin lo supiera). También les muestran que Chad le escribió una carta. Zayday, Grace, y Denise deciden encontrarla para que regrese a Kappa nunca más.
En una vigilia con velas mantenidos para Boone, Cathy Munsch, lee un comunicado anunciando que la muerte de Tiffany fue un accidente y que la muerte de Boone fue un suicidio, lo que enfurece a los Dickie Dolars Scholars. Debido al hecho de que el supuesto asesino se viste como la mascota de la universidad, la decana introduce una nueva mascota de la Universidad Wallace, Coney. 
Coney tiene sus 15 minutos de fama antes de ser decapitado por el Diablo Rojo, en su dormitorio, utilizando una sierra de cadena. De la frustración por los asesinatos y la actitud apática de Chanel, Chanel #5, decide no ayudarla a encontrar al asaltante del cuerpo de Chanel #2 en el congelador, y en lugar de ella dice que está teniendo tríos diversión con los miembros gemelos de Dickie Dolars Scholars, Roger y Dodgers. 
Chanel, dándose cuenta de que puede hacer a una fracasada en popular después de ver a Hester a escondidas alrededor de su armario, decide darle un cambio de imagen, quitándole su collarín, y haciendo a Hester su nueva subordinada, Chanel #6. Chanel #5 está indignada por esto ya que está loca que Chanel hizo una novata en Chanel. Mientras tanto, Chanel #3 se hace amiga de la "depredadora lesbiana" Sam, y le dice un secreto; que ella es la hija biológica de Charles Manson y que su padrastro es un multimillonario. Las dos prometen una coartada entre sí si alguien más se mata.
Grace más tarde se entera de que su padre Wes, es su profesor de análisis de películas. Él proyecta, La matanza de Texas durante la clase y Gigi entra. La decana Munsch los ve juntos y cuando ella y Gigi van jugar al tenis, le dice a Gigi que mantenga alejads de Wes. A continuación, Cathy y Gigi se mudan a la casa Kappa durante una semana, para gran enfado de Chanel. Mientras tanto, el Chad y Earl Grey organizan una caza de brujas, para vengar Boone por su "muerte", ya que la policía no está haciendo nada. 
Los hermanos de fraternidad comienzan su caza de brujas por conseguir bates de béisbol y empiezan a destrozar un coche rojo en el medio de la calle y el Diablo Rojo aparece con una motosierra en un lado y otra persona en un traje del Diablo Rojo que aparece en la otra. Los hermanos de fraternidad luchan contra los Diablos Rojos que se traduce en Chad de ser eliminado y Caulfield perder ambos brazos. Grace visita Pete y se disculpa por ignorar sus mensajes desde que asumió que él es el diablo rojo y ambos se dicen unos a otros nuevas pistas que encontraron, entre ellos una chica que fue de 2 créditos de graduarse hace 20 años y creó que ella es Sofia, y una de la otra chica está en la lista, cuyo nombre es el único que sigue actualmente en el sistema. Denise comienza a sospechar que obsesivamente Zayday es el asesino debido a la evidencia de que ella posee una motosierra. Denise acaba de dejarla ir desde Zayday explica que la motosierra es la protección de su abuela. Wes, Cathy, y Gigi están teniendo una ensalada juntos cuando Zayday viene a través de ellos. Wes le pregunta dónde está la Grace, y ella no lo sabe. Wes llama Grace, que le miente diciendo que está en la biblioteca, cuando en realidad, ella está en una estación de servicio con Pete.
Cuando Cathy y Gigi están a punto de dormir, Cathy se convierte en una máquina de ruido con diferentes sonidos en un alto volumen, molestando a Gigi. Gigi termina durmiendo en el sofá de la planta baja, el diablo rojo aparece y persigue a Gigi con la motosierra. Wes, que dormía en su coche oye sus gritos y corre a ayudarla y en el proceso, se le corta el brazo con la motosierra. Gigi luego voltea uno de los sofás y golpea el diablo rojo. Gigi le dice a las chicas para llamar al 911. Wes y Gigi luego miran por encima del sofá volteado para ver solo la motosierra funcionando sin Red Devil.

## Producción
Niecy Nash vuelve como estrella invitada especial a retratar Denise Hemphill, una guardia de seguridad mediocre. Volviendo personajes recurrentes en este episodio incluyen Kappa se compromete Jennifer «Vela Vlogger» (Breezy Eslin), Sam «predatory Lez» (Jeanna Han), y Dickie Dolar Scholars, Caulfield (Evan Paley), y los gemelos Roger y Dodger (Aaron y Austin Rodes). Antes de que la serie comenzó, de vuelta el 24 de junio de 2015, se anunció que Charisma Carpenter y Roger Bart habían sido elegidos como invitados como los padres de Chanel #2 (Ariana Grande). Hicieron su aparición en este episodio, como el Dr. y la Sra. Herfmann, los padres ricos de Chanel N.º 2, cuyo nombre fue revelado a ser Sonya en este episodio.